# جان مارشال کلمنز
جان مارشال کلمنز (انگلیسی: John Marshall Clemens؛ ۱۱ اوت ۱۷۹۸ – ۲۴ مارس ۱۸۴۷) وکیل و سیاستمدار اهل ایالات متحده آمریکا بود. او پدر نویسنده مشهور سمیوئل لنگهورن کلمنز با تخلص مارک تواین بود.
وی قاضی بخش و تاجری کوچک و اصالتاً اهل ویرجینیا بود که در کنتاکی درس حقوق خوانده و در همان‌جا ازدواج کرده‌بود.